# Артур Бејли
непознато
Артур Бејли (енгл. Arthur Bailey, непознато — непознато) је бивши канадски веслач, освајач сребрне медаље на Летњим олимпијским играма 1904. у Сент Луису.
Био је члан веслачког клуба Аргонаут из Торонта.
На играма 1904. Бејли је учествовао само у такмичењима осмераца. Његова екипа је на стази дугој 1,5 миљу (2.414 м) заузела друго место, за 3 дужине чамца иза победника осмерца из САД.